# فورت بيلكناب أجنسي (مونتانا)
فورت بيلكناب أجنسي (بالإنجليزية: Fort Belknap Agency CDP, Montana)‏ هي منطقة سكنية تقع بولاية مونتانا في الولايات المتحدة. تبلغ مساحتها 118.5 كم2، وترتفع عن سطح البحر 724 م، بلغ عدد سكانها 1,293 نسمة في عام 2010 حسب إحصاء مكتب تعداد الولايات المتحدة وتصل الكثافة السكانية فيها 10.9 نسمة لكل كيلومتر مربع (28.2/ميل2).

## التركيبة السكانية
حدّد مكتب تعداد الولايات المتحدة بيانات التركيبة السكانية لفورت بيلكناب أجنسي في تعداد الولايات المتحدة. في ما يلي، التركيبة السكانية حسب تعدادي 2000 و2010.

### تعداد عام 2000
بلغ عدد سكان فورت بيلكناب أجنسي 1,262 نسمة بحسب تعداد عام 2000، وبلغ عدد الأسر 345 أسرة وعدد العائلات 287 عائلة مقيمة في المنطقة السكنية. في حين سجلت الكثافة السكانية 10.6 نسمة لكل كيلومتر مربع (27.5/ميل2). وبلغ عدد الوحدات السكنية 380 وحدة بمتوسط كثافة قدره 3.2 لكل كيلومتر مربع (8.3/ميل2).
وتوزع التركيب العرقي للمنطقة السكنية بنسبة 2.61% من البيض و0.32% من الأمريكيين الأفارقة و95.64% من الأمريكيين الأصليين و0.08% من الأمريكيين ذوي الأصول الآسيوية و0.16% من سكان جزر المحيط الهادئ و1.19% من عرقين مختلطين أو أكثر و1.51% من الهسبانيون أو اللاتينيون من أي عرق.
بلغ عدد الأسر 345 أسرة كانت نسبة 67.5% منها لديها أطفال تحت سن الثامنة عشر تعيش معهم، وبلغت نسبة الأزواج القاطنين مع بعضهم البعض 40.9% من أصل المجموع الكلي للأسر، ونسبة 32.8% من الأسر كان لديها معيلات من الإناث دون وجود شريك،  بينما كانت نسبة 9.6% من الأسر لديها معيلون من الذكور دون وجود شريكة وكانت نسبة 16.8% من غير العائلات. تألفت نسبة 14.2% من أصل جميع الأسر من عدة أفراد يعيشون في نفس المنزل ونسبة 3.2% كانت تتألف من شخص يعيش بمفرده يبلغ من العمر 65 عاماً أو أكثر. وبلغ متوسط حجم الأسرة المعيشية 3.64، أما متوسط حجم العائلات فبلغ 4.00.
بلغ العمر الوسطي للسكان 21.8 عاماً. وكانت نسبة 41.8% من القاطنين تحت سن الثامنة عشر، وكانت نسبة 12.3% بين الثامنة عشر والرابعة والعشرين عاماً، ونسبة 25.1% كانت واقعةً في الفئة العمرية ما بين الخامسة والعشرين والرابعة والأربعين عاماً، ونسبة 16.2% كانت ما بين الخامسة والأربعين والرابعة والستين، ونسبة 4.2% كانت ضمن فئة الخامسة والستين عاماً فما فوق. يوجد لكل 100 أنثى 90.2 ذكر، ويوجد لكل 100 أنثى في الثامنة عشر من عمرها فما فوق 88.1 ذكر.
بلغ متوسط دخل الأسرة في المنطقة السكنية 22,000 دولارًا، أما متوسط دخل العائلة فبلغ 23,583 دولارًا. وكان متوسط دخل الذكور 26,364 دولارًا مقابل 20,833 دولارًا للإناث. وسجل دخل الفرد الخاص بالمنطقة السكنية 9,053 دولارًا. وكانت نسبة 37.9% من العائلات ونسبة 38.3% من السكان تحت خط الفقر، وكان من هؤلاء نسبة 39% تحت سن الثامنة عشر ونسبة 56.1% في الخامسة والستين من العمر وما فوق.

### تعداد عام 2010
بلغ عدد سكان فورت بيلكناب أجنسي 1,293 نسمة بحسب تعداد عام 2010، وبلغ عدد الأسر 367 أسرة وعدد العائلات 300 عائلة مقيمة في المنطقة السكنية. في حين سجلت الكثافة السكانية 10.9 نسمة لكل كيلومتر مربع (28.2/ميل2). وبلغ عدد الوحدات السكنية 412 وحدة بمتوسط كثافة قدره 3.5 لكل كيلومتر مربع (9.1/ميل2).
وتوزع التركيب العرقي للمنطقة السكنية بنسبة 2.09% من البيض و0.08% من الأمريكيين الأفارقة و96.60% من الأمريكيين الأصليين و1.24% من عرقين مختلطين أو أكثر و2.47% من الهسبانيون أو اللاتينيون من أي عرق.
بلغ عدد الأسر 367 أسرة كانت نسبة 64.9% منها لديها أطفال تحت سن الثامنة عشر تعيش معهم، وبلغت نسبة الأزواج القاطنين مع بعضهم البعض 38.1% من أصل المجموع الكلي للأسر، ونسبة 32.2% من الأسر كان لديها معيلات من الإناث دون وجود شريك،  بينما كانت نسبة 11.4% من الأسر لديها معيلون من الذكور دون وجود شريكة وكانت نسبة 18.3% من غير العائلات. تألفت نسبة 16.1% من أصل جميع الأسر من عدة أفراد يعيشون في نفس المنزل ونسبة 4.4% كانت تتألف من شخص يعيش بمفرده يبلغ من العمر 65 عاماً أو أكثر. وبلغ متوسط حجم الأسرة المعيشية 3.49، أما متوسط حجم العائلات فبلغ 3.84.
بلغ العمر الوسطي للسكان 23.4 عاماً. وكانت نسبة 39% من القاطنين تحت سن الثامنة عشر، وكانت نسبة 13.5% بين الثامنة عشر والرابعة والعشرين عاماً، ونسبة 22.2% كانت واقعةً في الفئة العمرية ما بين الخامسة والعشرين والرابعة والأربعين عاماً، ونسبة 21% كانت ما بين الخامسة والأربعين والرابعة والستين، ونسبة 4.4% كانت ضمن فئة الخامسة والستين عاماً فما فوق. وتوزع التركيب الجنسي للسكان بنسبة 50.1% ذكور و49.9% إناث.